# Wine (vescovo)
Wine, o Wini (... – tra il 666 e il 675), fu un vescovo britannico.
Fu consacrato primo vescovo di Winchester nel 662 e venne trasferito alla cattedra di Londra nel 666. Potrebbe avere ricoperto nel frattempo anche la carica di vescovo di Dorchester.
Il venerabile Beda riporta che Wine fu ordinato vescovo nel regno dei Franchi e che Cenwalh del Wessex lo abbia insediato a Winchester in seguito a disaccordi con Agilberto, vescovo di Dorchester. Lo stesso Wine fu costretto a lasciare dopo pochi anni la sede episcopale e a rifugiarsi presso Wulfhere, re di Mercia, che lo insediò a Londra dietro pagamento..
Nel 665, mentre era nel Wessex, Wine ordinò Chad vescovo di Northumbria, atto che non rispettava il diritto canonico in quanto i due vescovi che compartecipavano all'ordinazione non erano stati riconosciuti come tali dalla Sede di Roma. Teodoro di Tarso, arcivescovo di Canterbury dal 669, potrebbe allora averlo sanzionato come già fatto con Chad. Tuttavia, poiché Beda non lo riporta nella lista dei miscredenti, è possibile che Wine fosse morto prima dell'insediamento di Teodoro.
Powicke pone la data di morte tra il 666 e il 675.

## Successione apostolica
La successione apostolica è:
- Vescovo Chad di Mercia (664)